# Herner Dániel
Herner Dániel (Szeged, 1975, november 20. –), a Színház.hu és Színház.org portálok alapítója, a Filmworks Kft. ügyvezetője, producer.

## Életpályája
Édesanyja dr. Geréb Ágnes, édesapja Herner János. Tanulmányait a Tan Kapuja Buddhista Főiskolán, Kínában és az Amerikai Egyesült Államokban végezte. Diplomát Egerben, az Eszterházy Károly Főiskolán szerzett.[forrás?]
2000. március 27-én kezdte munkáját a kulturális informatika területén, a Színház.hu portál megalapításával. A Színház.hu lapcsalád rövidesen több mint ötszáz honlapból állt, a portál pedig a magyar színházi élet online központja lett. Herner 2003-tól elnöke a Hálózat a Színházért Alapítványnak. 2008 óta a Shaolin Kungfu Egyesület elnöke.
Filmes tevékenységét a Filmworks Kft. ügyvezetőjeként végzi. Elsősorban producerként dolgozik, de esetenként színészi feladatokat is ellát.  2016-ban producerként vesz részt Hajdu Szabolcs: Ernelláék Farkaséknál című filmjének létrehozásában, amely megnyeri a Karlovy Vary Filmfesztivál fődíját. 2013-tól a Libri Média, majd a PORT.hu fejlesztési igazgatója, 2014 -től 2016 novemberéig a CEMP Média csoportban dolgozik. 2016-tól az Alphaville Productions Kft. ügyvezető igazgatója.